# Filimero
Filimero (nome che significa "molto famoso") (fl. III secolo) fu un antico re dei Goti, secondo quanto scritto da Giordane.

## Storia
Fu figlio di Gadareiks, cinque generazioni dopo che Berig si insediò con il suo popolo in Gothiscandza. Nel momento in cui la popolazione crebbe, Filimero decise di spostare il proprio popolo in Scizia, dove sconfissero i Sarmati. Chiamarono il loro nuovo territorio Oium, che significava "nella terra delle acque". Questa migrazione sarebbe avvenuta circa 2030 anni prima che Giordane scrivesse il De origine actibusque Getarum.
I reperti archeologici mostrano che la popolazione gotica della cultura di Wielbark (Polonia) in effetti si insediò in Ucraina miscelandosi con la popolazione preesistente della cultura di Zarubintsy, dove diedero vita alla cultura di Černjachov. Questo movimento culturale viene identificato con la migrazione dei Goti dalla Gothiscandza ad Oium, anche se non tutti gli studiosi danno per scontato questo fatto.
Giordane (XXIV:121) cita anche il fatto che Filimero cacciò i seguaci di Vǫlva, chiamati Aliorumnas (probabilmente Halju-runnos, ovvero "guide dell'inferno" o "guide del regno dei morti", riferendosi alle loro esperienze sciamaniche durante il trance). Queste persone vennero condannate a cercare rifugio lontano, dando vita agli Unni.
Lo studioso danese Christensen ipotizzò che il nome Filimero fosse un'invenzione di Cassiodoro, idea sostenuta da altri storici.